# 刷版
刷版（さっぱん）とは、印刷物の製造工程の中での製版工程で完成した製版フィルムの画像を印刷機に掛けて印刷作業に供されるべく、一枚の金属板に転写してインキの付着する部分としない部分を区別して製造する工程を指す用語である。そうして作られた板のことも刷版とよぶ。
DTPが広まってコンピューター・トゥ・プレートが現れるまでは、製版フィルムをPS（Presensitized）版という、写真用印画紙をアルミ板状にした資材品を用いて、真空焼き枠で紫外線照射によって密着焼きをして現像定着させた後で消像剤を使って不要な画像を消し去り、必要とされる残りの画像や白地部分に画像面保護処理を施した後に完成品である刷版は作業スケジュールに沿って次工程に引き渡される、といったオフライン作業が行われる。通常、一色且つ一面（片面）印刷につき１枚の刷版が、両面印刷の際には表面の分と裏面の分の刷版が必要である。
また、製本段階の折り工程作業や綴じ工程作業や用紙寸法に合わせて作成された折り丁（面付プラン）等に沿って製版フィルムを面付けするべく、本作業の前に必要とされる準備や考慮しなければならない事前作業は多少なりとも存在する。